# Janay Harding
Janay Harding (Christchurch, 28 de septiembre de 1994) es una artista marcial mixta neozelandesa que compite en la división de peso pluma de Bellator MMA.

## Primeros años
Nacida en Christchurch, se trasladó a Gold Coast (Australia), a los diez años, cuando falleció su padre, Geoffrey Charlton. Empezó a practicar artes marciales a una edad temprana y obtuvo el cinturón negro de kárate a los 14 años.

## Carrera como artista marcial mixta

### Comienzos
Harding comenzó su carrera profesional de MMA en 2014, compilando un récord de 3-2, aunque las dos derrotas en su historial profesional se produjeron contra la luchadora de UFC Jessica-Rose Clark y la anterior retadora al título de Bellator Arlene Blencowe, mientras que también perdió contra Megan Anderson en un combate amateur. Harding hizo su debut internacional en mayo de 2017, viajando a Hong Kong, donde consiguió una victoria por nocaut en el segundo asalto sobre Ramona Pascual.

### Bellator MMA
Firmó con Bellator MMA en diciembre de 2017, e hizo su debut promocional contra Amber Leibrock en Bellator 199 el 12 de mayo de 2018. Perdió el combate por decisión unánime. Cinco meses después se enfrentó a la irlandesa Sinead Kavanagh en Bellator 207, ganando la contienda después de que se detuviera debido a un corte.
Harding se enfrentó a la rusa Marina Mokhnatkina el 29 de marzo de 2019 en Bellator 219. Ganó el combate por decisión unánime. El 8 de noviembre de 2019 le tocó enfrentarse a Amanda Bell en Bellator 233, perdiendo la pelea por nocaut en la tercera ronda.
Así mismo, se enfrentó a la estadounidense Jessy Miele en Bellator 251 el 5 de noviembre de 2020. Ganó el combate por decisión unánime.
Harding se enfrentó a la norirlandesa Leah McCourt el 21 de mayo de 2021 en Bellator 259. En el pesaje, McCourt pesó 149,4 libras, tres libras y media por encima del límite de peso pluma para peleas sin título. El combate se desarrolló en el peso de captura y McCourt fue multada con un porcentaje de su bolsa, que fue a parar a Harding. Tras mostrarse dominante en el segundo asalto con su golpeo, Harding fue sorprendida con una patada hacia arriba mientras intentaba pasar la guardia de McCourt y cayó en un estrangulamiento triangular, perdiendo el combate por sumisión.
Harding se enfrentó a la brasileña Dayana Silva el 23 de abril de 2022 en Bellator 279. Perdió el combate por decisión unánime.
El sábado 25 de febrero, en el Bellator 291, se enfrentó a la irlandesa Sinead Kavanagh, perdiendo por decisión unánime.

## Carrera como boxeadora
Harding se enfrentó a la boxeadora y futbolista Tayla Harris por el título vacante australiano femenino de peso superwelter en The Melbourne Pavilion el 22 de noviembre de 2019. Perdió el combate por nocaut técnico en el cuarto asalto.

## Récord en artes marciales mixtas
| Resultado | Récord | Oponente           | Método                    | Evento                                          | Fecha                    | Ronda | Tiempo | Localización |
| --------- | ------ | ------------------ | ------------------------- | ----------------------------------------------- | ------------------------ | ----- | ------ | ------------ |
| Derrota   | 6–9    | Jamie Edenden      | Decisión (unánime)        | Beatdown Promotions - BP 5: Harding vs. Edenden | 16 de septiembre de 2023 | 3     | 5:00   | Eatons Hill  |
| Derrota   | 6–8    | Sinead Kavanagh    | Decisión (unánime)        | Bellator 291                                    | 25 de febrero de 2023    | 3     | 5:00   | Dublín       |
| Derrota   | 6–7    | Dayana Silva       | Decisión (unánime)        | Bellator 279                                    | 23 de abril de 2022      | 3     | 5:00   | Honolulu     |
| Derrota   | 6–6    | Leah McCourt       | Sumisión (triangle choke) | Bellator 259                                    | 21 de mayo de 2021       | 2     | 2:42   | Uncasville   |
| Victoria  | 6–5    | Jessy Miele        | Decisión (unánime)        | Bellator 251                                    | 5 de noviembre de 2020   | 3     | 5:00   | Uncasville   |
| Derrota   | 5–5    | Amanda Bell        | TKO (puñetazos)           | Bellator 233                                    | 8 de noviembre de 2019   | 3     | 4:44   | Thackerville |
| Victoria  | 5–4    | Marina Mokhnatkina | Decisión (unánime)        | Bellator 219                                    | 29 de marzo de 2019      | 3     | 5:00   | Temecula     |
| Victoria  | 4–4    | Sinead Kavanagh    | TKO (corte)               | Bellator 207                                    | 12 de octubre de 2018    | 1     | 5:00   | Uncasville   |
| Derrota   | 3–4    | Amber Leibrock     | Decisión (unánime)        | Bellator 199                                    | 12 de mayo de 2018       | 3     | 5:00   | San José     |
| Victoria  | 3–3    | Ramona Pascual     | TKO (codos y puñetazos)   | Fight Factory Gym: E-1 World Championship       | 31 de mayo de 2017       | 2     | 1:43   | Hong Kong    |
| Derrota   | 2–3    | Arlene Blencowe    | KO (puñetazos)            | Legend MMA 1                                    | 28 de enero de 2017      | 1     | 1:08   | Gold Coast   |
| Derrota   | 2–2    | Jessica-Rose Clark | Decisión (unánime)        | Eternal MMA 19                                  | 30 de julio de 2016      | 3     | 5:00   | Gold Coast   |
| Victoria  | 2–1    | Jess Doueihi       | TKO (puñetazos)           | Brace 36                                        | 19 de septiembre de 2015 | 1     | 1:26   | Sídney       |
| Victoria  | 1–1    | Helen Malone       | TKO (puñetazos)           | Eternal MMA 5                                   | 3 de mayo de 2014        | 1     | 1:59   | Gold Coast   |
| Derrota   | 0–1    | Megan Anderson     | Decisión (unánime)        | FWC 17 - FightWorld Cup 17                      | 12 de abril de 2014      | 3     | 3:00   | Nerang       |